# Lista de futebolistas estrangeiros do Fluminense Football Club
Este artigo contém uma lista de treinadores e futebolistas estrangeiros que comandaram e vestiram a camisa do Fluminense ao longo de sua história.

## Treinadores

### América do Sul

#### Argentina
- Adolpho Milman — "Russo" (1955)[nota 1]
- Alfredo González (1967)[3]
- José Omar Pastoriza (1985)

#### Paraguai
- Manuel Fleitas Solich (1963)

#### Uruguai
- Athuel Velázquez (1943–1944 e 1944)
- Carlos Carlomagno (1936–1938)
- Ramón Platero (1919)
- Héctor Cabelli (1936 e 1945)
- Hugo de León (1997)
- Humberto Cabelli (1935–1936, 1944, 1945 e novamente 1945)
- Ondino Viera (1938–1943, 1948 e 1948–1949)

### Europa

#### Dinamarca
- Pode Pedersen (1920–1923)[4][5]

#### Hungria
- Jenő "Eugênio" Medgyessy (1927–1928)
- László Székely (1955–????)[6][nota 2]

#### Inglaterra
- Charlie Williams (1911–1912 e 1924–1926)
- Quincey Taylor (1917–1918 e 1934–1936)

## Jogadores

### África

#### Angola
- Sarmento (1913)[7]

#### Libéria
- Josephus Yenay (1998 e 2003–2004)

### América Central

#### México
- Francisco Gomes Fernandes — "Batata" (1963–1965)

#### Honduras
- Flávio Ortega (????)[nota 3]

### América do Sul

#### Argentina[8]
- Adolpho Milman — "Russo" (1933–1944)[9]
- Alejandro José Lombardini (anos 1940)[10][11]
- Alejandro Martinuccio (2011–2015)
- Américo Spinelli (1939–1945)[12]
- Ángel Capuano (1940–1942)
- Armando Renganeschi (1941–1944)
- José Brígido Camaño (1950–1951)[13]
- Carlos Santamaría (1937–1939)
- Celestino Martínez (1945)[14]
- Claudio Aquino (2016)
- Miguel Ángel Converti (1956–1957)[15][16]
- Darío Conca (2008–2011 e 2014–2015)
- Emile Etchegaray (1903–1910)[17]
- Ezequiel "Equi" González (2009–2010)
- Esteban Malazzo (1939–1942)
- Fabián Monzón (2013)
- Germán Cano (2022–Atualmente)
- Guido Baztarrica (1944–1945)[carece de fontes?]
- José Della Torre (1941)[7]
- Juan Arrillaga (1934–1935)
- Juan Carlos Verdeal (1941–1942)[7]
- Juan Pablo Freytes (2025-atualmente)
- Luciano Acosta (2025-atualmente)
- Luis Artime (1972)
- Luis Raison (1912)[18]
- Luis Rongo (1940–1941)
- Manuel Lanzini (2011–2012)
- Narciso Doval (1976–1978)
- Pablo Invernizzi (1943–1944)[19][20]
- Ponce de León (anos 1940)[21][22]
- Sandro Airet (1999)[23][24][25]
- Vicente Héctor Cusatti (1940–1942)[26][27][28][29]
- Víctor Etchegaray (1903–1909)

#### Colômbia
- Alexander Viveros (2001)
- Edwin Valencia (2010–2014)
- Faustino Asprilla (2000–2001)
- Gabriel Fuentes (2024–atualmente)
- Jan Lucumi (2024)
- Jhon Arias (2021–2025)
- Kevin Serna (2024–atualmente)
- Santiago Moreno (2025–atualmente)
- Yony González (2019 e 2023–2024)

#### Chile
- Félix Cabrera (1933)[30]

#### Equador
- Bryan Cabezas (2018–2019)
- Héctor Carabalí (1992)[31][32]
- Jefferson Orejuela (2017–2018)
- Juan Cazares (2021)
- Junior Sornoza (2017–2018)
- Mario Pineida (2022)[33]
- Polo Carrera (1966)
- Patricio Urrutia (2009)

#### Paraguai
- Alexis Rojas (2016)
- Bernardo Telesca (1946–1947)[34][35]
- Egídio Landolfi — "Paraguaio" (1953–1955)[carece de fontes?]
- Juan Carlos Escobar (1939)[36]
- Julio César Romero Insfrán — "Romerito" (1984–1989)
- Raúl Bobadilla (2021)
- Rubén Lezcano (2025–atualmente)
- Rubén Marcial Barrios (1944)[7]
- Victor González (1957–1962)[37]

#### Peru
- Fernando Pacheco (2020–2021)
- Jesús Villalobos (1951–1954)[38]
- Percy Olivares (1996)
- Ignacio (2024–atualmente)

#### Uruguai
- Abel Hernández (2021)
- Adolfo Rodríguez (1945)[7]
- Agustín Canobbio (2025-atualmente)
- Alejandro Morales (1944–1945)[39]
- Ángel Bruñell (1973–1975)
- Bryan Olivera (2013–2017)[40]
- David Terans (2024)
- Facundo Bernal (2024-atualmente)
- Gustavo Badell (1994)[41]
- Guillermo De Amores (2018)
- Javier Ambrois (1954–1955)
- Joaquín Lavega (2025-atualmente)
- Juan Carlos Bernárdez (1917)[7]
- Leo Fernandez (2023-2024)
- Leo Percovich (1996–1997)
- Mario Lorenzo (1949)[42]
- Michel Araújo (2020–2021 e 2022-2023)[43]
- Raúl Rodríguez (1944)[44]
- Santiago Pino (1958)[7]
- Sebastián Berascochea (1947–1948)[45]

#### Venezuela
- Carlos Maldonado (1992)

- Yeferson Soteldo (2025–atualmente)

### Ásia

#### Azerbaijão
- Andrezinho (1997)[nota 4]

#### Catar
- Araújo (2011–2012)[carece de fontes?]
- Emerson Sheik (2010–2011)
- Nathan Ribeiro (2018)[46]

China
- Alan (2008–2010 e 2022-2023)[47][nota 5]

### Europa

#### Alemanha
- Bruno Schuback (1911)

#### Áustria
- Gustavo Pfeiffer (1933)[7]

#### Bósnia e Herzegovina
- "Nikola" Damjanac (2001)

#### Inglaterra
- Albert Victor Buchan (1905–1909)[48]
- Archibald French (1918)[49]
- Archibald Thomas Waterman (1906–1910)[50][51][nota 6]
- A. R. L. Wright (1903–1904)[52]
- Brooking (1903)[7]
- Cawood Robinson (1903–1907)[7]
- Cecil Fletcher MacDonald Cruickshank (1903–1905)[53]
- Cloud Smart (1915)[7]
- Charles Roberts Hargreaves (1904–1909)[54]
- Conrado Mutzenbecher (????)[55]
- Edgard Gulden (1904–1912)[56]
- Edwin Cox (1903–1910)[nota 7]
- Edward Calvert (1912)
- E. Millar (1910)[7]
- Francis Henry Walter (1904–1906)[57][58]
- Frederico Hopkins (1922)[7]
- F. Moreton (1903)[7]
- H. N. Jeans (1903–1905)[59]
- Harold R. Cox (1904)[60]
- John Hartley (1923)[61]
- Henry James (1905)[7]
- Henry Welfare (1913–1923)
- H. Monk (1909–1910)[7]
- Lawrence Selton Andrews (1911–1915)
- Oscar Cox (1902–1908)[nota 8]
- Sidney Pullen (????)
- Walter Salmond (1905–1908)[62]
- W. Tate (1904)[7]

#### Itália
- Eliseu "Elisio" Gabardo (1935)[nota 9]
- Avelino Gabrielli — "Nino" (1951–1952)[63]

#### Polônia
- Alan Fialho (2013)[64]

#### Portugal
- José Morais — "Chicletes" (1963–1964)[65][nota 10]
- Anderson Luís de Souza — "Deco" (2010–2013)
- Ernesto Santos (1939)
- Fábio Braga (2012–2013)
- José Bello (1912–1913)[7][66]
- Marcos Paulo (2019–2021)
- Ricardo Berna (2005–2013)

#### Sérvia
- Dejan Petković (2005–2006)
- Miodrag Andjelković — "Andjel" (2001)
- Vladimir Djordjević (2006)

#### Suécia
- Henri Daniel Nederveen (1928)[67][68][nota 11]

#### Suíça
- Max Naegely (1903–1907)[69]

### Continente indefinido

#### País indefinido
- Adolpho Simonsen (1905)
- Alexandre Dale (1909)
- Alexandre Farquahrson (1919)
- A. Roesch (1912)
- Boaz Velasco (1955–1956)
- Carl Waymar (1909–1911)
- C. Turner (1904–1905)
- D. S. Fox (1905)
- E. Reidy (????)
- F. Richter (1912)
- F. Slade (1905)
- Francisco Loup (1908)
- Guy E. Hary (1927–1930)
- Harold Reidy (1903–1907)
- Harry G. Berhmann (1911–1912)
- Harry Mayes (1914)
- Henry Crashley (1909–1912)
- Hermano Simonsen (1906–1907)
- Hubert Williams (1927)
- Jack Robinson (1903–1908)
- Jaime Bordallo (1922–1923)[70]
- John C. Long (1932)
- John Blair Freeland (1904)
- Lair Wallace Cochrane (1929)
- Robertson (1913)
- Octávio Simonsen (1904–1908)
- T. K. Kentisch (1916)
- W. Murray (1904–1905)

## Recordes

### Estrangeiros que mais atuaram
Última atualização :  19 de agosto de 2025.

## Não-oficialmente

### América do Sul
- Héctor Drufuka (1951)[71][nota 12]
- Carlos Estigarribia (1998)[nota 13]
- Gustavo Badell (1994)[nota 14]
- Guillermo De Amores (2018–2019)[nota 15]

### Europa
- Viktor Trenevski (1999)[72][nota 16]
- Paulo Madeira (2003)[nota 17]
- Lennart Skoglund (1960)[nota 18]

## Estrangeiros nas categorias de base

### Treinadores

#### América do Sul
- Leo Percovich (2017–2018)

### Jogadores

#### África
- Metinho (2015–2021)[73]
- Abraham Baffor (2023-presente) [74]

#### América do Norte
- Alfred Koroma (2014)[75]
- Matheus Ayrolla (2009–2010)
- Matheus Reis[76]

#### América do Sul
- Brian Lerch (2013)[40]
- Leonel Auban (2012–2016)[77][78]
- Juan Palacios (2024-atual)
- Yuleiver Mosquera (2024-atual)
- Renato Cabezas (2016–2017)[79][80]
- Edgar Riveros (2016)[81]
- Yair Méndez (2019)[82]

#### Ásia
- Alan Leandro (2008–2009)[nota 19]

#### Europa
- Tomislav Kiš (2012)
- Henrique Guedes da Silva — "Catanha" (1985–1990)[nota 20]
- Mikko Kuningas (2016)[83]
- Dániel Papp (2006)[84][85]
- Zsolt Gévay (2006)[84][85]
- András Dlusztus (2006–2007)[85]
- Dániel Kovács (2013–2014)[86][87]
- Mirko Di Pierro (2013–2014)[87][88]
- Marcos Paulo (2011–2018)[89][90]
- Strahinja Karišić (2017–2018)[91]
- Victor Lundqvist (2021–atualmente)
- Oscar Correia (2016)[92]